# Rhinoblemma
Rhinoblemma is een monotypisch geslacht van spinnen uit de  familie van de Tetrablemmidae.

## Soort
- Rhinoblemma unicorne Roewer, 1963